# Gritando verdades
Gritando Verdades es el décimo álbum de estudio de la banda de thrash metal argentina Horcas, editado el 26 de octubre de 2018.

## Detalles
Este trabajo consta de 11 canciones entre las que se destacan "Soberbia", "Gritando verdades" y "Ser Irreal". El álbum fue grabado y mezclado por Mario Altamirano en El Pie Recording Studios en Argentina entre mayo y julio de 2018. Fue masterizado en Fascination Street Studios en Suecia en agosto de 2018. Es el primer álbum con Mariano Elías Martin en batería quien reemplaza a Guillermo De Luca.

## Lista de temas
1. Soberbia
2. Gritando Verdades
3. Rabia
4. Infame
5. Silencios
6. Primitivo
7. Ser Irreal
8. Síndrome
9. Calma Infernal
10. Mundo Caos
11. Prisión Mental

## Músicos
- Walter Meza - voz / letras
- Sebastián Coria - guitarra
- Lucas Simcic - guitarra
- Topo Yáñez - bajo
- Mariano Elías Martin - batería

### Otros
- Mario Altamirano - ingeniero de grabación y mezcla
- Jens Bogren - masterización
- Pablo Pastorino - asistente de grabación
- Guillermo Estévez - arte de portada
- Pedro Andrés Mena - fotografía
- Flavia Alfano - productora ejecutiva
- Enrique Curi - productor ejecutivo